# Alberto Pandolfo
Alberto Pandolfo (Genova, 29 novembre 1985) è un politico italiano, dal 7 gennaio 2025 deputato alla Camera per il Partito Democratico.

## Biografia
Ingegnere edile iscritto all'Albo degli ingegneri della provincia di Genova, Pandolfo è anche giornalista pubblicista iscritto dal 2012 all'Ordine dei giornalisti del capoluogo ligure.

### Attività politica
Alle elezioni amministrative del 2007 si candida al consiglio del municipio VIII di Genova, tra le liste de L'Ulivo, risultando eletto e divenendo vicepresidente della 2ª commissione consiliare (bilancio, assetto del territorio, sviluppo economico, tutela dell’ambiente, interventi manutentivi e viabilità su base locale).
Ancora studente, nel 2007 aderisce al neonato Partito Democratico (PD), militando nel circolo territoriale della Foce, divenendo nel novembre 2008 assistente parlamentare della senatrice Roberta Pinotti, curandone la gestione dei rapporti con la circoscrizione di elezione (Liguria), e a maggio 2013 suo segretario particolare al governo prima come sottosegretaria alla difesa e poi come ministra della difesa fino al 2018.
Alle elezioni amministrative del 2012 si candida al consiglio comunale di Genova, tra le liste del PD a sostegno del candidato sindaco di centro-sinistra Marco Doria, risultando eletto consigliere comunale e ricoprendo l'incarico di presidente della 3ª commissione consiliare Bilancio. Alle amministrative del 2017 viene confermato consigliere comunale di Genova con 1.278 preferenze, divenendo vicepresidente della 3ª commissione consiliare Bilancio.
Alle elezioni amministrative del 2022 viene riconfermato consigliere comunale, ricoprendo l'incarico di presidente della 1ª commissione consiliare Affari Istituzionali.
Alle elezioni politiche anticipate del 2022 viene candidato alla Camera dei deputati, tra le liste del Partito Democratico - Italia Democratica e Progressista nel collegio plurinominale Liguria - 01 in terza posizione, risultando il primo dei non eletti. Entrerà in Parlamento il 7 gennaio 2025, subentrando ad Andrea Orlando, dimessosi per guidare l'opposizione nel consiglio regionale della Liguria.